# Західна провінція (Шрі-Ланка)
Західна провінція (синг. බස්නාහිර පළාත Basnahira Palata, там. மேற்கு மாகாணம் Mael Maakaanam) — найбільш щільно населена провінція Шрі-Ланки. Адміністративний центр — Коломбо, найбільше місто країни. Населення — 5 837 294 осіб (2012 рік).

## Географія
Площа провінції становить 3684 км² . Площа суші — 3593 км². Площа водної гладі — 91 км².

## Адміністративний поділ
Адміністративно ділиться на 3 округи:
- Коломбо
- Гампаха
- Калутара